# (100348) 1995 SJ72
(100348) 1995 SJ72 es un asteroide perteneciente al cinturón de asteroides, descubierto el 20 de septiembre de 1995 por el equipo del Spacewatch desde el Observatorio Nacional de Kitt Peak, Arizona, Estados Unidos.

## Designación y nombre
Designado provisionalmente como 1995 SJ72.

## Características orbitales
1995 SJ72 está situado a una distancia media del Sol de 3,167 ua, pudiendo alejarse hasta 3,852 ua y acercarse hasta 2,482 ua. Su excentricidad es 0,216 y la inclinación orbital 10,58 grados. Emplea 2059 días en completar una órbita alrededor del Sol.

## Características físicas
La magnitud absoluta de 1995 SJ72 es 14,5. Tiene 7,785 km de diámetro y su albedo se estima en 0,051.